# ایستگاه متروی ارلز کورت
ایستگاه متروی ارلز کورت (انگلیسی: Earl's Court tube station) یکی از ایستگاه‌های خط پیکدیلی و خط ناحیه متروی لندن است.
این ایستگاه که در منطقه سلطنتی کنزینگتون و چلسی قرار دارد در سال ۱۸۶۹ میلادی تأسیس شده‌است.

## نگارخانه

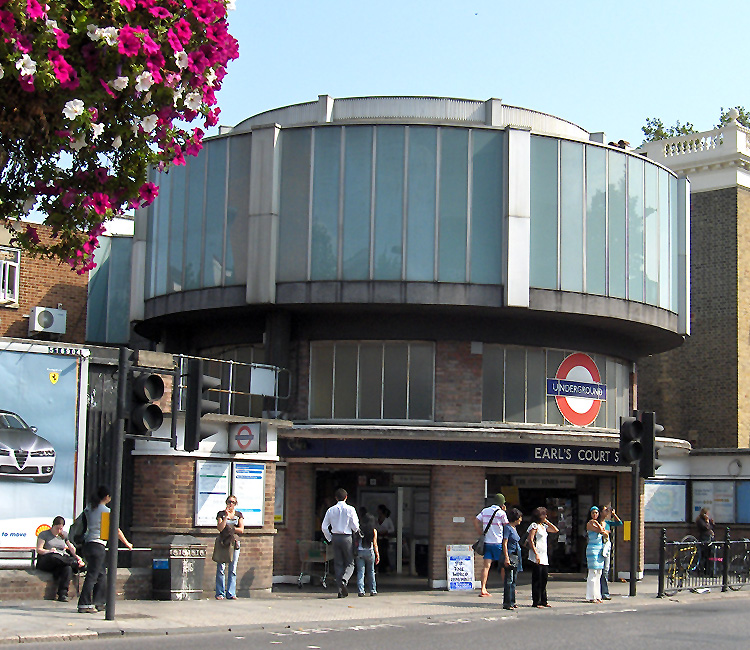
Warwick Road entrance, with rotunda above
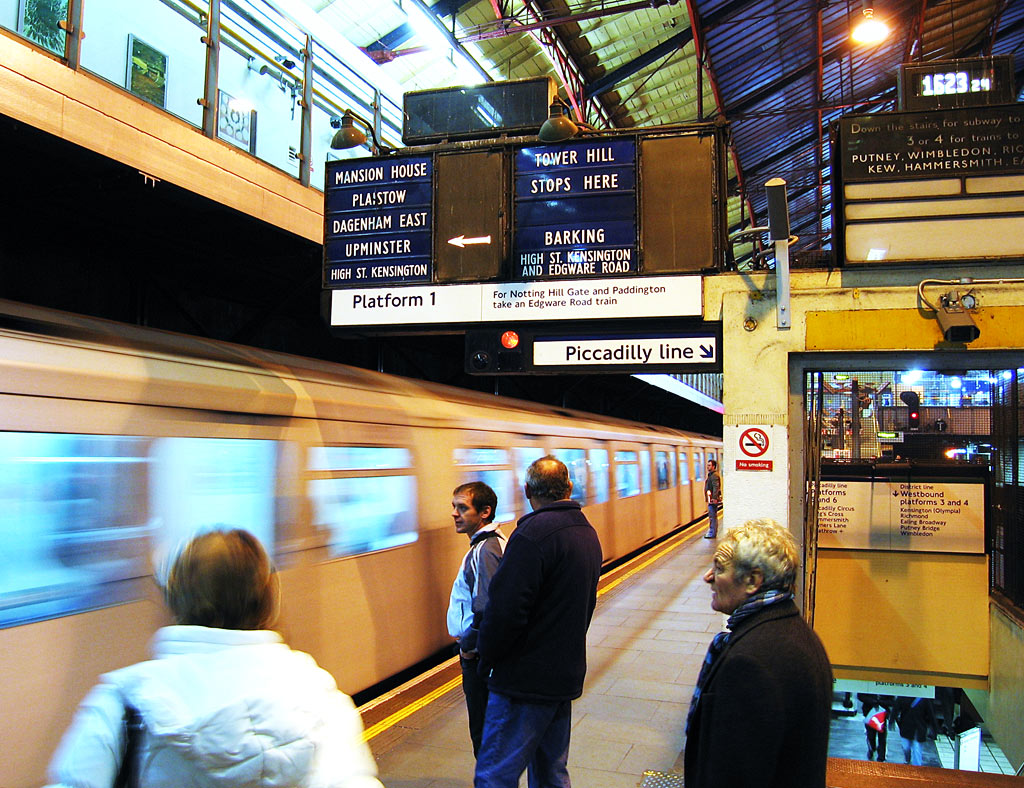
Next-train indicators on the District line platforms
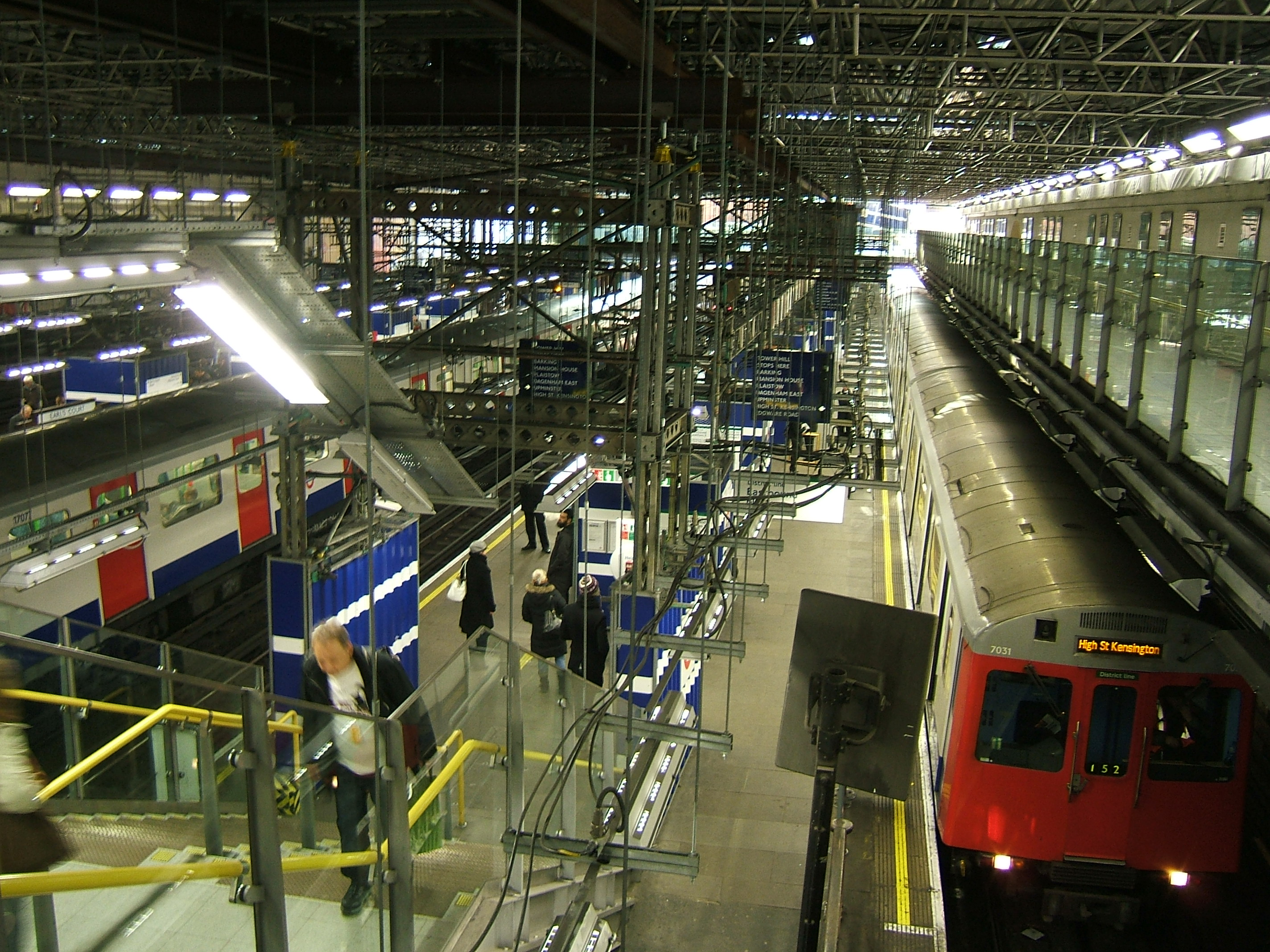
District line eastbound platform
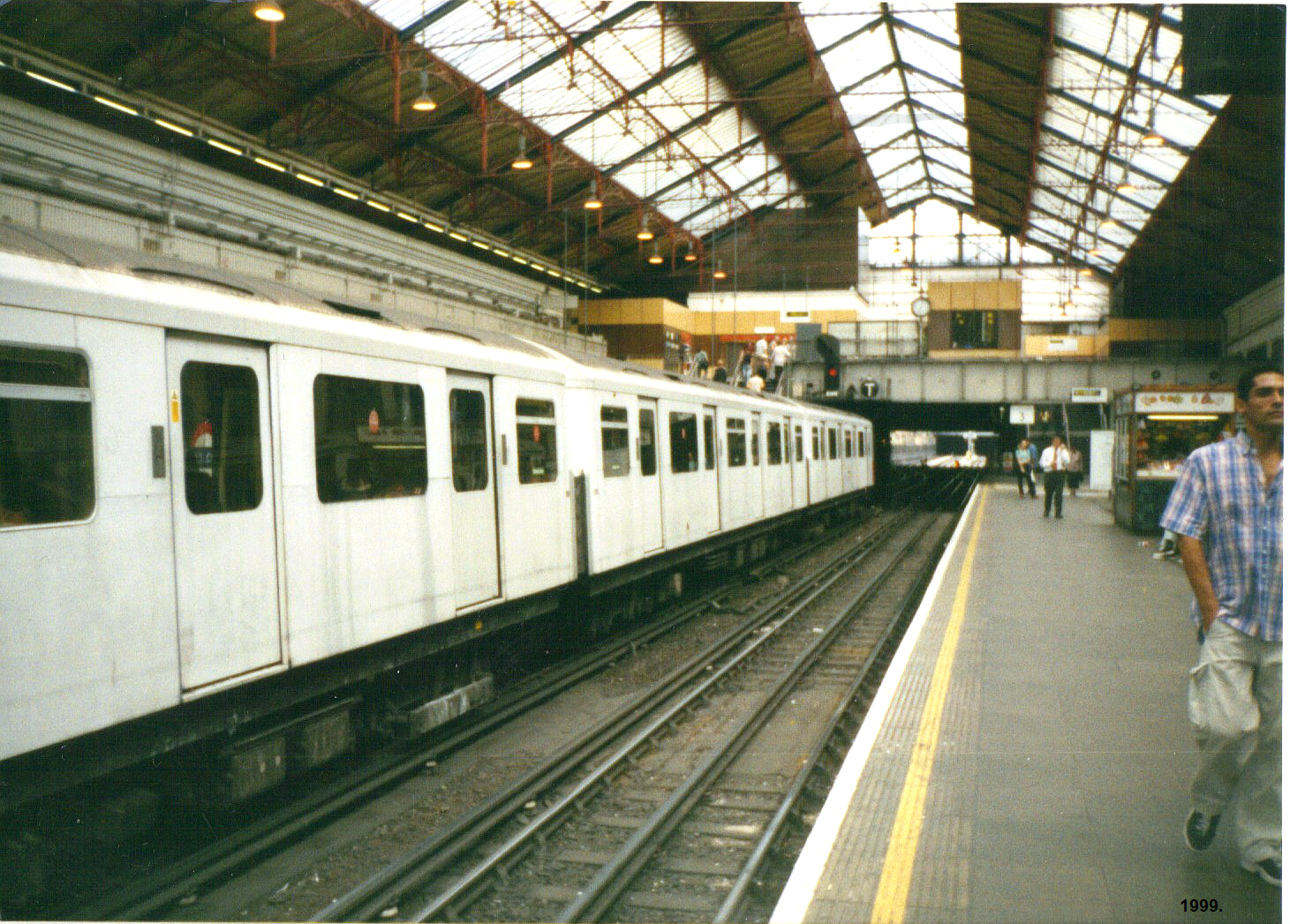
District line platforms in 1999. Note the crowded staircase behind the train.
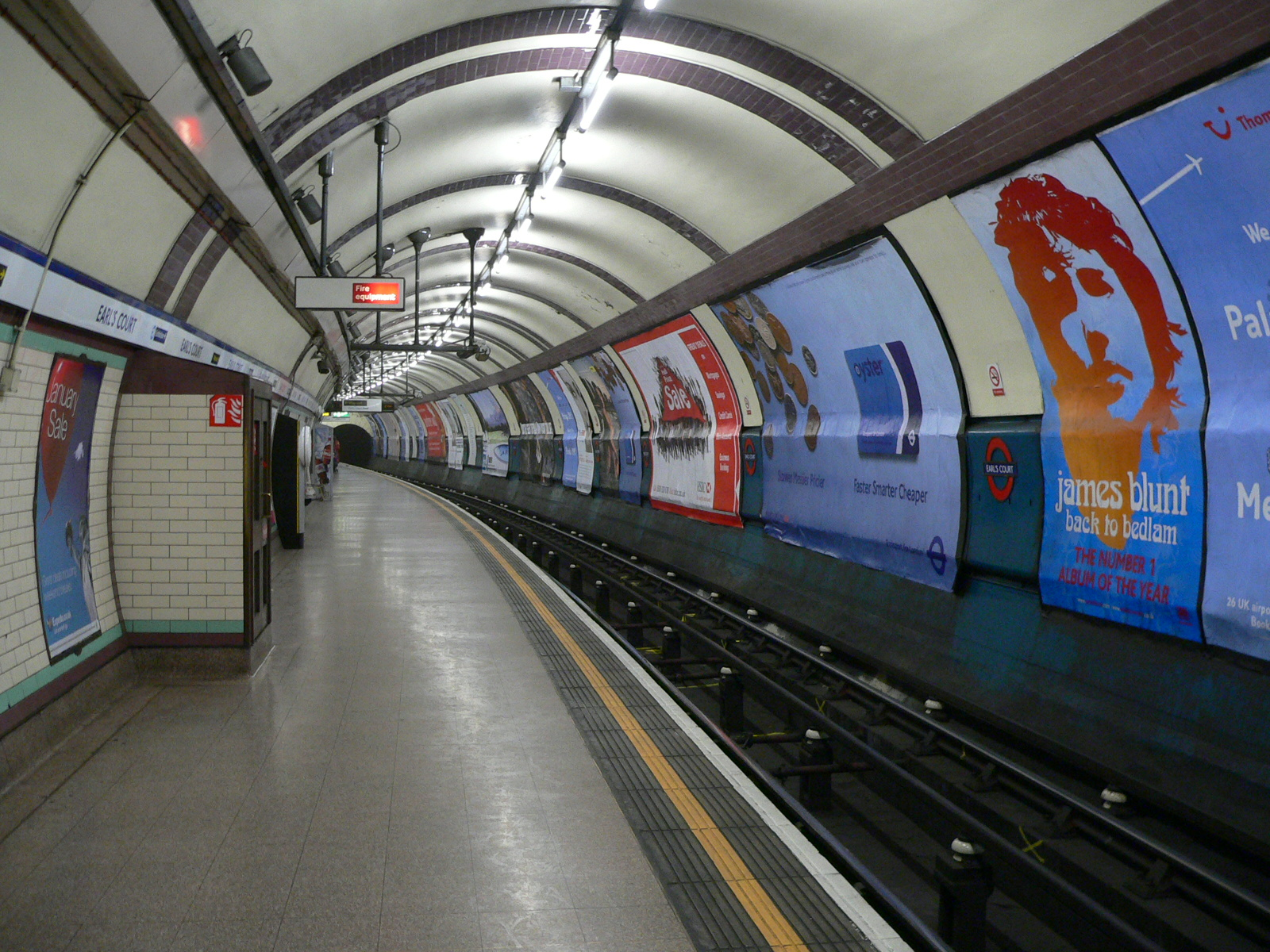
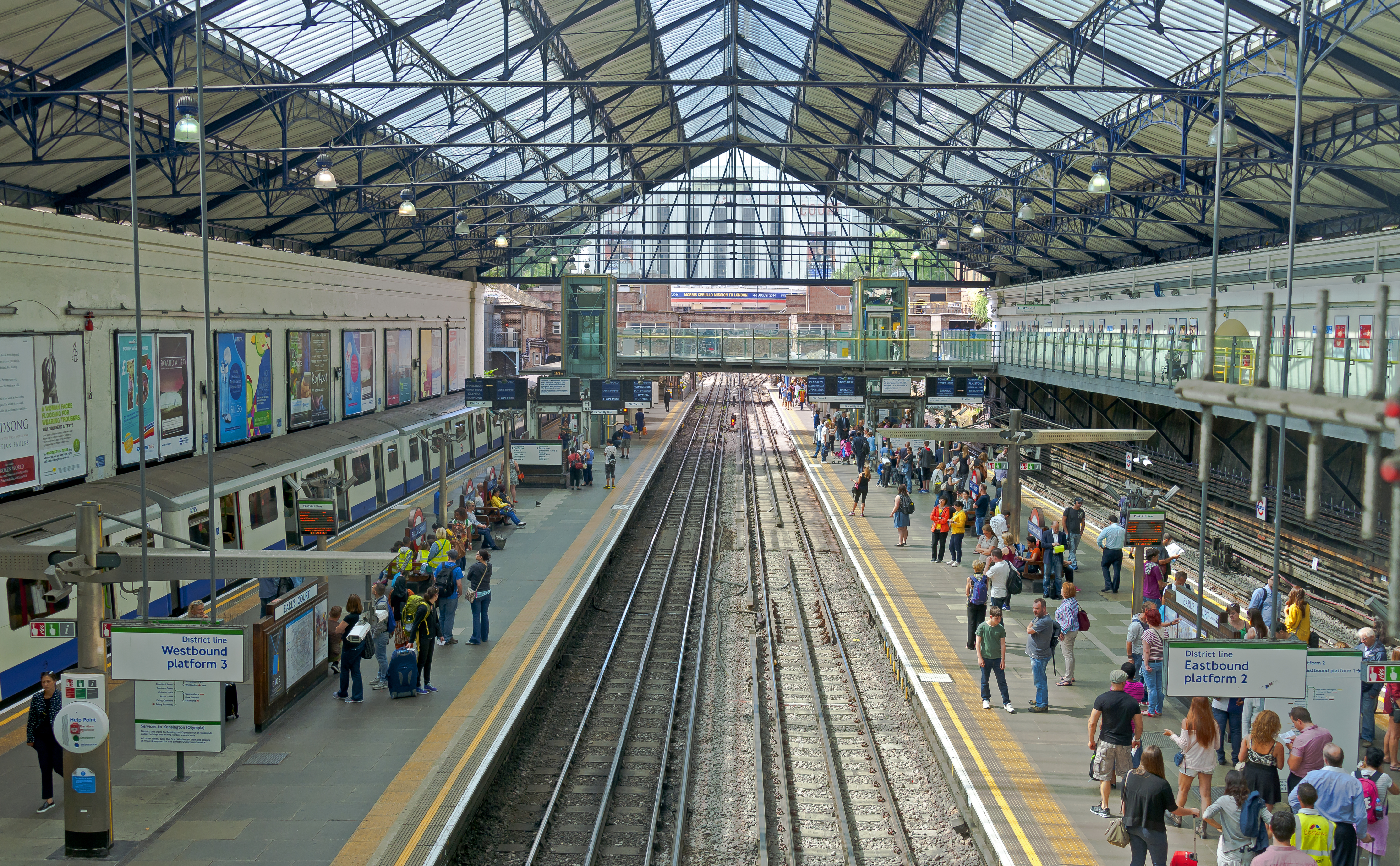